# 작전 중 부상

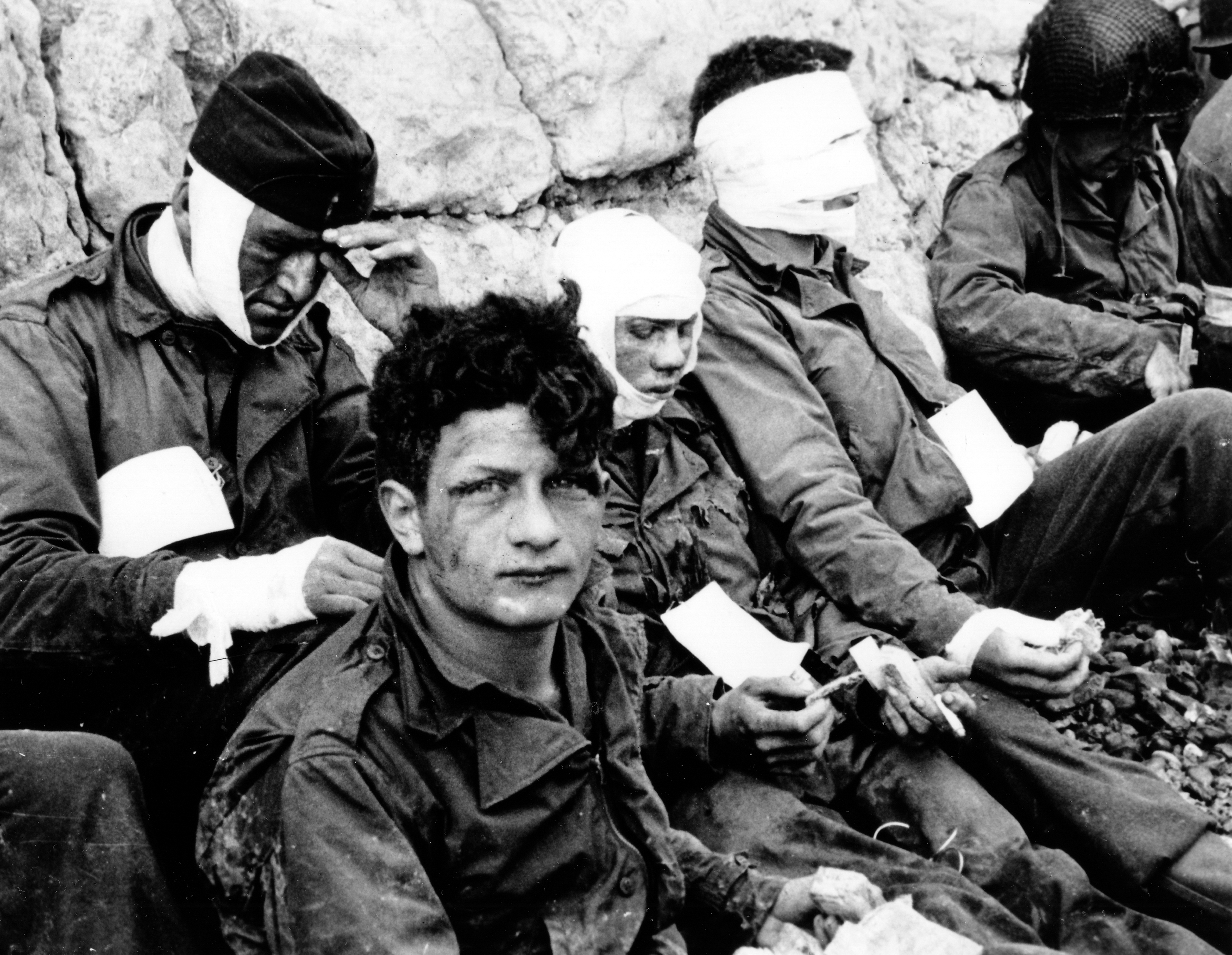
1944년 오마하 해변에서 부상당한 미국 제1보병사단 병사들

작전 중 부상(WIA, Wounded in action)은 전쟁 기간 동안 전투에서 부상을 입었으나 사망하지는 않은 전투원을 의미하는 말이다. 일반적으로 이들은 일시적으로 또는 영구적으로 무기를 들거나 전투가 불가능한 인원이 된다.

## 같이 보기
- 인적 손실